# 高森奈津美
高森 奈津美（たかもり なつみ、1987年2月14日 - ）は、日本の女性声優。山梨県甲府市出身。ラクーンドッグ所属。

## 略歴
声優を目指したきっかけは、中学生のころに妹にマンガの読み聞かせをしていて「声で何かのキャラクターを演じるのって面白い!」と思ったため。それでも、中学生の頃までは「将来は漫画家になりたいな」とも考えていたという。
声優になる前はJR東日本で職員として働いており、声優をしていなかったら車掌になっていたと語る。
プロ・フィット声優養成所10期生出身。2009年10月卒所。『WHITE ALBUM』の桜団役でデビュー。
2022年4月1日付で所属していたプロ・フィットが同年3月末を以てマネジメント事業を終了したことに伴い、ラクーンドッグへ移籍。

## 人物
さっぱりした性格の持ち主。地声は落ち着いた感じで、しばしば少年役も演じる。
関東方言がとても強くなる特徴を持つ。なお、高森の地の方言は甲州弁である。また、山梨県出身ということもあり、同県富士吉田市の観光PRキャラクター「桜織」のキャラクターボイスを担当している。
座右の銘は「なんとかなる」。特技はバドミントン（高校総体出場経験あり）、なんでも笑えること。

## 出演
太字はメインキャラクター。

### テレビアニメ
2009年
- WHITE ALBUM（桜団）

2010年
- ジュエルペット てぃんくる☆（2010年 - 2011年、桜あかり）
- 伝説の勇者の伝説（レミル・ノールズ）
- FORTUNE ARTERIAL 赤い約束（孝平幼少期、女子生徒）
- みつどもえ（樋川、中村かずや、女A、高橋）
- 夢色パティシエールSP プロフェッショナル（子供）

2011年
- いつか天魔の黒ウサギ（鉄ユイカ）
- 灼眼のシャナIII-FINAL-（2011年 - 2012年、ブリギッド）
- SKET DANCE（美咲）
- デッドマン・ワンダーランド（橙火花）
- 日常（大胡、エミ）
- ぬらりひょんの孫 千年魔京（式神、女）
- ファイ・ブレイン 神のパズル（園児）
- Persona4 the ANIMATION
- マケン姫っ!（2011年 - 2014年、雨渡穣華、ノヅチ） - 2シリーズ
- 夢喰いメリー（星野鳴）

2012年
- あっちこっち（崎守咲）
- アドリブアニメ研究所（富士子）
- Another（見崎鳴）
- あの夏で待ってる（従業員）
- うぽって!!（女子D、86式自動歩槍）
- AKB0048（2012年 - 2013年、瑞穂） - 2シリーズ
- 織田信奈の野望（真柄直澄）
- 神様はじめました（村娘）
- 銀魂'（女の人、幼少新八）
- クロスファイト ビーダマンeS（2012年 - 2013年、御代アオナ）
- ゴクジョッ。〜極楽院女子高寮物語〜（土呂小夏）
- PSYCHO-PASS サイコパス（2012年 - 2019年、コミッサ、看護ドローン、女子学生、ドローン） - 3シリーズ
- 咲-Saki- 阿知賀編 episode of side-A（桐田凛、古塚梢、部員）
- さくら荘のペットな彼女（2012年 - 2013年、上井草美咲）
- しろくまカフェ（園児、園内放送、客）
- ゼロの使い魔F（ジャネット）
- TARI TARI（片江利佳）
- 探偵オペラ ミルキィホームズ シリーズ（2012年 - 2018年、女子生徒、大将の娘、エラリー姫百合） - 2シリーズ + 特別編
- 超訳百人一首 うた恋い。（幼少の業平）
- トータル・イクリプス（フェーベ・テオドラキス）
- ハイスクールD×D（2012年 - 2015年、支取蒼那〈ソーナ・シトリー〉） - 3シリーズ
- プリティーリズム・ディアマイフューチャー（2012年 - 2013年、深山れいな、レミー）
- めだかボックス アブノーマル（坂之上替）
- モーレツ宇宙海賊（サーシャ・ステイプル、子供）
- リトルバスターズ!（女子生徒C）
- 輪廻のラグランジェ season2（三木れいこ、面藤ゆうこ）

2013年
- キューティクル探偵因幡（母ヤギ、因幡洋〈子供〉、狼女）
- ジュエルペット ハッピネス（あやめ）
- D.C.III 〜ダ・カーポIII〜
- 勇者になれなかった俺はしぶしぶ就職を決意しました。（シモジ夫人）
- ラブライブ!（2013年 - 2014年、中学生、生徒会B、アキバレポーター / アナウンサー） - 2シリーズ
- ローゼンメイデン（新アニメ）（斉藤さん）
- ワルキューレ ロマンツェ（女子生徒A、アンヌ・ミュラー）

2014年
- 甘城ブリリアントパーク（伴藤美衣乃）
- 月刊少女野崎くん（女子生徒）
- ジョジョの奇妙な冒険 スターダストクルセイダース（2014年 - 2015年、小学生の承太郎 / 少年承太郎）
- テラフォーマーズ（アドルフ・ラインハルト〈少年時代〉）
- テンカイナイト（亀山ワカメ、クラスメイト、トクサのクラスメイト）
- デンキ街の本屋さん（ひおたん）
- まじもじるるも（ハルリリ、MC）
- 六畳間の侵略者!?（ダーククリムゾン）

2015年
- アイドルマスター シンデレラガールズ（前川みく） - 2シリーズ
- 暁のヨナ（ユリ）
- てさぐれ!部活もの すぴんおふ プルプルんシャルムと遊ぼう（円城寺結衣）
- 放課後のプレアデス（すばる）

2016年
- 蒼の彼方のフォーリズム（乾沙希、島の子）
- 鬼斬（ガー子、メフィスト）
- orange（村坂あずさ）
- 田中くんはいつもけだるげ（宮野）
- D.Gray-man HALLOW（フォー）
- ハイスクール・フリート（柳原麻侖）
- ブレイブウィッチーズ（ニッカ・エドワーディン・カタヤイネン）
- ベルセルク（ニーナ）
- ラブライブ!サンシャイン!!（2016年 - 2017年、アキバレポーター） - 2シリーズ

2017年
- 南鎌倉高校女子自転車部（神倉冬音）
- アイドルマスター シンデレラガールズ劇場（2017年 - 2019年、前川みく） - 4シリーズ
- ひなろじ〜from Luck & Logic〜（京橋万博）
- ノラと皇女と野良猫ハート（パトリシア・オブ・エンド）
- アニメガタリズ（大崎菖蒲）
- 妹さえいればいい。（三田洞彩音）

2018年
- グランクレスト戦記（プリシラ）
- 伊藤潤二『コレクション』（友香）
- メジャーセカンド（2018年 - 2020年、茂野いずみ、高橋、谷川イーグルス 選手A） - 2シリーズ
- ありすorありす（マコ）
- ラストピリオド -終わりなき螺旋の物語-（ムル、モエギ）
- すのはら荘の管理人さん（雪本柚子）

2019年
- 五等分の花嫁（2019年 - 2023年、上杉らいは） - 3シリーズ
- けものフレンズ2（プロングホーン）
- 指先から本気の熱情-幼なじみは消防士-（2019年 - 2021年、藤橋涼） - 2シリーズ / 通常版
- BEM（ケイティ）
- GRANBLUE FANTASY The Animation Season 2（アリーザ）
- アズールレーン（2019年 - 2020年、夕立、Z1〈レーベ〉）

2020年
- ＜Infinite Dendrogram＞-インフィニット・デンドログラム-（ベヘモット / じゅうおう）
- 異種族レビュアーズ（ティアプレート）
- ド級編隊エグゼロス（若草萌萎）
- ヒーリングっど♥プリキュア（高美ツバサ）

2021年
- 回復術士のやり直し（イヴ、魔王）
- ワールドウィッチーズ発進しますっ!（ニッカ・エドワーディン・カタヤイネン）
- ラブライブ!スーパースター!!（2021年 - 2022年、シブヤレポーター） - 2シリーズ
- ふしぎ駄菓子屋 銭天堂（今寺雛子）

2022年
- 終末のハーレム（黒田・レイン・ちふゆ）
- トロピカル〜ジュ!プリキュア（コメコメ）
- プリンセスコネクト!Re:Dive Season 2（カオリ）
- デリシャスパーティ♡プリキュア（2022年 - 2023年、コメコメ、コメコメ一世）
- 東京ミュウミュウ にゅ〜♡（三葉）
- うたわれるもの 二人の白皇（ミルージュ）
- BLEACH 千年血戦篇（箸原ハス花）

2023年
- デッドマウント・デスプレイ（ロメルカ・リメルカ）
- AIの遺電子（カオル）
- 英雄教室（ドゥ）
- 星屑テレパス（笑原茜）

2024年
- 休日のわるものさん（けいたろうくん）
- ささやくように恋を唄う（ひまり母、マロ太）
- 小市民シリーズ（上野）
- 科学×冒険サバイバル!（ミナ）

2025年
- グリザイア:ファントムトリガー（仙石大雅）
- キミとアイドルプリキュア♪（紫雨こころ / キュアキュンキュン）
- Summer Pockets（空門蒼、空門藍）
- アン・シャーリー（ステラ・メイナード）
- 陰陽廻天 Re:バース（ミヨシ）
- 9-nine- Ruler’s Crown（ゴースト）

### 劇場アニメ
2009年
- 8月のシンフォニー -渋谷2002〜2003

2012年
- ストライクウィッチーズ 劇場版（ニッカ・エドワーディン・カタヤイネン）

2013年
- 聖☆おにいさん（女子高生A）
- 劇場版 とある魔術の禁書目録 -エンデュミオンの奇蹟-（アナウンサー）

2014年
- 劇場版 プリティーリズム・オールスターセレクション プリズムショー☆ベストテン（深山れいな）
- PERSONA3 THE MOVIE #2 Midsummer Knight's Dream（メイドB）
- モーレツ宇宙海賊 ABYSS OF HYPERSPACE -亜空の深淵-（サーシャ・ステイプル）

2015年
- ガールズ&パンツァー 劇場版（ローズヒップ）
- 劇場版 PSYCHO-PASS サイコパス（コミッサ）
- ラブライブ!The School Idol Movie（アキバレポーター）

2016年
- orange -未来-（村坂あずさ）
- ちえりとチェリー（ちえり）

2018年
- 劇場版 プリパラ&キラッとプリ☆チャン 〜きらきらメモリアルライブ〜（深山れいな）

2019年
- センコロール2（カナメ）

2020年
- 劇場版 ハイスクール・フリート（柳原麻侖）

2022年
- 映画 五等分の花嫁（上杉らいは）
- 映画 デリシャスパーティ♡プリキュア 夢みる♡お子さまランチ! / わたしだけのお子さまランチ（コメコメ） - 2作品

2023年
- 映画 プリキュアオールスターズF（コメコメ）

2024年
- ヤマトよ永遠に REBEL3199（加藤翼）

2025年
- 映画 キミとアイドルプリキュア♪ お待たせ!キミに届けるキラッキライブ!（紫雨こころ / キュアキュンキュン）

### OVA
2012年
- コードギアス 亡国のアキト（2012年 - 2016年、サラ・デインズ）
- 東方二次創作同人アニメ 夢想夏郷〜A Summer Day's Dream〜（2012年 - 2018年、蓬莱山輝夜）

2013年
- カガクなヤツら（緋月綾奈） - コミックス第4巻オリジナルアニメBlu-ray付き予約限定版
- れすきゅーME!（篁結花） - コミックス第3巻オリジナルアニメBlu-ray付き予約限定版

2015年
- ストライクウィッチーズ Operation Victory Arrow vol.3 アルンヘムの橋（ニッカ・エドワーディン・カタヤイネン）

2017年
- 宇宙戦艦ヤマト2202 愛の戦士たち（加藤翼）
- OVA ハイスクール・フリート（柳原麻侖）
- ブレイブウィッチーズ ペテルブルグ大戦略（ニッカ・エドワーディン・カタヤイネン）
- ガールズ&パンツァー 最終章（2017年 - 2023年、ラム、ローズヒップ、河嶋家 五女）

2019年
- まじもじるるも 完結編（ハルリリ） - 原作第3部コミックス第9巻OAD付限定版
- 嫌な顔されながらおパンツ見せてもらいたい2（藤野莉子）

2021年
- ド級編隊エグゼロス（若草萌萎） - コミックス12巻アニメBD同梱版

### Webアニメ
- 放課後のプレアデス（2011年、すばる[106]）
- アイドルマスター シンデレラガールズ劇場 火曜シンデレラシアター / Extra Stage（2017年 - 2021年、前川みく[43]） - 2シリーズ
- 伊藤潤二『マニアック』（2023年、栗子[107]）

### ゲーム
2009年
- GRANDIA ONLINE（ミリア）

2010年
- WHITE ALBUM（ノブコ）

2011年
- グランナイツヒストリー
- ヴァイスシュヴァルツ ポータブル（西田韋子）

2012年
- アイドルマスター シンデレラガールズ（2012年 - 2024年、前川みく） - 3作品
- 三国志パズル大戦（孫尚香）
- 探偵オペラ ミルキィホームズ2（エラリー姫百合）
- プリティーリズム（れいな）
- 嫁コレ（見崎鳴、上井草美咲、すばる、乾沙希）

2013年
- 学☆王 -THE ROYAL SEVEN STARS- +METEOR（近衛光莉）
- 月英学園 -kou-
- さくら荘のペットな彼女（上井草美咲）
- マブラヴ オルタネイティヴ トータル・イクリプス（フェーベ・テオドラキス）
- LORD of VERMILION III（ホワイトライダー）

2014年
- あかやあかしやあやかしの（祁門）
- グランブルーファンタジー（2014年 - 2024年、アリーザ）
- コアマスターズ（ルピナス）
- 恋Q部!（歌野佳織）
- 神撃のバハムート（リラ、前川みく、アリーザ）
- 零 濡鴉ノ巫女（白菊、片品紡）
- ToHeartハートフルパーティ（暁みずほ）
- ハイスクールD×D NEW FIGHT（支取蒼那）
- 魔法少女大戦 ZANBATSU（フウリン）
- ルミナスハーツS（雪下雫）
- ローゼンメイデン ヴェヘゼルン ジー ヴェルト アップ（斉藤さん）

2015年
- ブレイブソード×ブレイズソウル（セイブザクイーン、セイブザキングス、セイブザオーダー、神菓プディングンヌ、神菓エクレアンヌ）
- 音速少女隊 -Photon Angels-（ビビ）
- 家電少女（モニカ、りんこ、あいこ、あかね、メグ）
- PSYCHO-PASS サイコパス 選択なき幸福（コミッサ）
- ザクセスヘブン リベリオン（蜜柑）
- VALKYRIE DRIVE -SIREN-（アゼリア・エグナー）
- ピルグリムサーガ（アビー）
- プリンセスコネクト!（喜屋武香織）

2016年
- 蒼の彼方のフォーリズム（乾沙希）
- イース VIII -Lacrimosa of DANA-（ラクシャ）
- うたわれるもの 二人の白皇（ミルージュ）
- 鬼斬（ガーゴイル）
- クイズRPG 魔法使いと黒猫のウィズ（アルティミシア）
- かんぱに☆ガールズ（2016年 - 2020年、ナデージュ・ロロナ、カロル・ラ・トゥール、リド・クロムウェル、フランチェスカ・ドニ、エレナ・アリオスト）
- 限界凸旗 セブンパイレーツ（ミミィ）
- ゴクジョッ。〜極楽院女子高寮物語〜 奪! パンツこれくしょん（土呂小夏）
- サッカースピリッツ（Z077 キャッシュラブ）
- 白猫プロジェクト（アルティミシア）
- 誰ガ為のアルケミスト（ラーフ）
- モン娘☆は〜れむ（メブキ）
- リーリヤのおともだち（ナツ）
- りりくる Rainbow Stage!!!（瀬川彩愛）

2017年
- League of Angels II - リーグオブエンジェルズ2（ディステニア、ヘラ、ローラ）
- クラッシュ・オブ・パンツァー（オリーブ・ウィンゲート）
- 戦場のツインテール（ミリー）
- ブレイブウィッチーズVR-Operation Baba_yaga-雪中迎撃戦（ニッカ・エドワーディン・カタヤイネン）
- 参考書連動「エターナル・スターダスト」（ペンギン先生）
- Shadowverse（エンジェルナイト、大魔法の妖精・リラ、ドラゴサモナー 他）
- LORD of VERMILION IV（プリエル）
- ブレイジング オデッセイ 魂のキセキ（聖天使長ヴェヒター）
- アズールレーン（夕立、Z1）
- 侵攻のオトメギアス（ISU-122自走砲 シュンフー、ビビアン、リューサ）
- ノラと皇女と野良猫ハート（パトリシア・オブ・エンド）
- 学園戦姫プラネットウォーズ（千本瞳）
- CARAVAN STORIES（キャナル、クマっこキャナル）
- ファントムブレイド（ミオ）
- 千の刃濤、桃花染の皇姫（椎葉古杜音）

2018年
- グリザイア：ファントムトリガー（仙石大雅）
- ソードアート・オンライン フェイタル・バレット（アファシスA290-00 女ボイス1）
- プリンセスコネクト！Re:Dive（2018年 - 2024年、カオリ / 喜屋武香織）
- ガールズ&パンツァー ドリームタンクマッチ（ローズヒップ）
- 桜花裁き 斬（遠山桜）
- 天華百剣 -斬-（虎御前の太刀）
- ブラウンダスト（クラウディア）
- キングスレイド（ヴィスカ）
- ドールズオーダー（ルーカン）
- ラスト・エリュシオン（テレサ、ジゼル）
- HEXIA（HEXYS-3号）
- グランクレスト戦記（プリシラ）
- 京刀のナユタ（入月あや）
- デジモンリアライズ（プロットモン）
- Summer Pockets（空門蒼、空門藍）
- ゼノブレイド2（ヒバナ）
- スカイフォート・プリンセス（カナリア、天照大神）
- 甲鉄城のカバネリ -乱- 始まる軌跡（香姫）

2019年
- 47 HEROINES（鷹取八重）
- ノラと皇女と野良猫ハート2（パトリシア・オブ・エンド）
- ハイスクール・フリート 艦隊バトルでピンチ!（柳原麻侖）
- ケープ君の脱出ゲーム 2部屋目（鶏さん）
- Epic Seven-エピックセブン-（アイテール）
- トキメキファンタジー ラテール（ジュエルスター）
- 御城プロジェクト:RE〜CASTLE DEFENSE〜（洲本城、多気城、足利学校、鳴海城）

2020年
- アークナイツ（グム、ムース）
- ラストピリオド -終わりなき螺旋の物語-（ムル・ラトゥム、モエギ）
- 黒騎士と白の魔王（アグニ、チョコアグニ、ティアマト）
- 徒花異譚（うりこ姫）
- Summer Pockets REFLECTION BLUE（空門蒼、空門藍）
- けものフレンズ3（プロングホーン）
- 実況パワフルプロ野球（茂野いずみ）
- キングダムオブヒーローズ（ミコト）
- 聖闘士星矢 ライジングコスモ（孔雀座のマユラ）
- ワールドウィッチーズ UNITED FRONT（ニッカ・エドワーディン・カタヤイネン）
- ポルト・ミラージュ（アネモネ、シャンティ）
- 五等分の花嫁 五つ子ちゃんはパズルを五等分できない。（上杉らいは）
- グリザイア クロノスリベリオン（2020年 - 2023年、仙石大雅） - 2作品
- ETERNAL（プレイヤー〈女性〉）

2021年
- 五等分の花嫁∬ 〜夏の思い出も五等分〜（上杉らいは）
- シノビマスター 閃乱カグラ NEW LINK（羽衣）
- イドラ ファンタシースターサーガ（ルルテミア）
- 9-nine-（ゴースト）
- カウンター・アームズ（F4F ワイルドキャット）
- うたわれるもの斬2（ミルージュ）
- シャイニングニキ（ナカ）
- ガーディアンテイルズ（女騎士、未来騎士）
- ラグナドール 妖しき皇帝と終焉の夜叉姫（絡新婦）
- アイドルマスター ポップリンクス（前川みく）

2022年
- 東方ダンマクカグラ（依神女苑）
- プリコネ！グランドマスターズ（カオリ）
- ゴエティアクロス（マナセ）
- 映画「五等分の花嫁」 〜君と過ごした五つの思い出〜（上杉らいは）
- ミリオンモンスター（カプリス）
- インフィニティソウルズ（高島夏海）
- ライブアライブ（べる）
- クァンタムマキ（ミシェル、ヴァネッサ）
- 魔法使いの夜（メイ・リデル・アーシェロット）
- メイプルストーリー（ソウルマスター〈女〉）

2023年
- ファイアーエムブレム エンゲージ（ゴルドマリー）
- OCTOPATH TRAVELER II
- エーテルゲイザー（前鬼坊天狗）
- かみながしじま 〜輪廻の巫女〜（桃園ありす）
- 共闘ことばRPG コトダマン（2023年 - 2024年、タノシンキュー、クグツミ、ダ＝ベール）
- 五等分の花嫁 ごとぱずストーリー（上杉らいは）
- リバース:1999（ヴェルティ）
- ONE.（上月澪）

2024年
- あかやあかしやあやかしの 綴（祁門）
- 崩壊3rd（松雀）
- Library of Ruina（マルクト）
- ウィッチ・アンド・リリィズ（クリサリス）
- ファイアーエムブレム ヒーローズ（ゴルドマリー）
- リバースブルー×リバースエンド（トロイメライ）
- モンスターストライク（らいは）
- 五等分の花嫁 ごとぱずストーリー 2nd（上杉らいは）
- ホーリーアンデッド 〜非モテでぼっちの死霊術士が、聖女に転生してお友達を増やします〜（アナスタシア・クラウディス・エレーナガルデン・ヴァン・ガーランディア）

2025年
- Honor of Kings（虞美人）
- Tower of Fantasy（幻塔）（ネメシス・ヴォイド）
- 勝利の女神:NIKKE（トリナ）
- 魔法少女ノ魔女裁判（佐伯ミリア）
- ゼンシンマシンガール（葉加瀬博士）

### 吹き替え
- 幸福路のチー（2019年、ベティ[247]）

### ドラマCD
2010年
- アニコイ〜ANIme mitaina KOI shitai!〜（女生徒）
- ジンキ・エクステンド〜リレイション〜 ドラマCD（シール）

2011年
- AKIBA'S TRIP オリジナルドラマCD BACK-STORIES（亜沙子）
- 俺の彼女と幼なじみが修羅場すぎる vol.2（赤野）
- ナナとカオル（館涼子）
- れすきゅーME!（篁結花）※チャンピオンRED いちご29号付録CD

2012年
- あかやあかしやあやかしのシリーズ
  - アンソロジードラマCD1「かくれんぼ」（金魚）
  - アンソロジードラマCD2「かげふみあそび」（金魚）
  - ドラマCD（ヒトビト）

- さくら荘のペットな彼女 -椎名ましろのはじめてお世話-（上井草美咲）

2013年
- アイドルマスター シンデレラガールズ コミックアンソロジー cute VOL.2 付属 キュートなドラマCD（前川みく）
- 暁のヨナ（ユリ）※花とゆめ2013年20号付録CD
- おくさまが生徒会長!（若菜羽衣）※コミックス第3巻 - 第5巻限定版付属CD
- さくら荘のペットな彼女 ドラマCD 1 - 3（上井草美咲）
- デンキ街の本屋さん 〜うまのほねの人々〜（ひおたん）
- みならい女神 プルプルんシャルム（円城寺結衣）
- Little Stories（全役）
- ライアー×ライアー（菅谷） ※コミックス第5巻特装版付属CD
- りりくる - LIly LYric cyCLE - Vol.1 - 3（2013年 - 2014年、瀬川彩愛）

2014年
- THE IDOLM@STER CINDERELLA GIRLS WONDERFUL M@GIC!! SPECIALドラマCD（前川みく）
- 辻堂さんのドラマティックロード Vol.1 - 3（乾梓）
- りりくる - LIly LYric cyCLE - Extra episode 夏休み編 -smile with sun- / 冬休み編 -trust in snow-（瀬川彩愛）

2015年
- アイドルマスター シンデレラガールズ 「What would you like to do?」（前川みく）※テレビアニメ BD / DVD 第2巻特典CD
- いおの様ファナティクス（ヤマ・ノヴェラ・ヴァランティアノズ）※新装版コミック第2巻のドラマCD付き特装版
- グランブルーファンタジー「臆病勇者と囚われの姫君」ディレクターズカット版（アリーザ）

2016年
- アイドルマスター シンデレラガールズ WILD WIND GIRL（前川みく）※第1巻特装版オリジナルCD
- ありすorありす〜シスコン兄さんと双子の妹〜（マコ）
- 一番くじプレミアム アイドルマスター シンデレラガールズPART3 E賞 ドラマCD（前川みく）
- おふれこタイムス（八木みらい）
- 『ガールズ&パンツァー劇場版』ドラマCD5 新しい友達ができました!（ローズヒップ）
- さくらマイマイ（一ノ宮撫子）
- 田中くんはいつもけだるげ ドラマCD 第1巻（宮野）
- ドラマCD りりくるVol.7『輝く!? スターの条件!』（瀬川彩愛）※初回限定版封入
- シチュエーションCD「ねこねこだんろ」

2017年
- 俺んちのメイドさん ドラマCD（橘リノ）
- ブレイブウィッチーズ（ニッカ・エドワーディン・カタヤイネン）
  - ウィッチーズ・ボイスレポートCD※BD&DVD 第2巻特典
  - ドラマCD「ブレイクアップ・ウィッチーズ」※BD&DVD 第3巻 先着予約・購入特典
  - 秘め歌コレクション  録り下ろしドラマCD※Vol.1&Vol.2 Amazon同時購入特典

- 碓氷と彼女とロクサンの。-最後の夜=始まりの灯-（萩野朱鷺音）

2018年
- Summer Pockets げっちゅ屋特典ドラマCD / ドラマCDコレクション（空門蒼）

2019年
- 回復術士のやり直し（イヴ・リース） - 文庫5巻オリジナルドラマCD付き同梱版
- プリンセスコネクト！Re:Dive PRICONNE CHARACTER SONG（2019年、カオリ） - 第9弾・第11弾

2022年
- 少女軌道のリユニオン -the Reincarnation of Maiden’s trajectory- Episode2 星くずのReminiscence（メオリム・ブランシャード）

2023年
- アークナイツ 3周年記念ドラマCD「ウルサスの子供たち」（グム）

### ラジオ
※はインターネット配信。
- あまたつ!（2010年 - 2011年、超!A&G+※）
- A&G NEXT GENERATION Lady Go!!（2010年 - 2015年、超!A&G+※）※2011年3月まで金曜日パーソナリティ、2011年4月より木曜日パーソナリティ
- ラグナロク〜光と闇の皇女〜全力応援!ラジヒカ（2011年、公式サイト内※）
- ラジオミルキィホームズ〜姫ちゃん&ゆかいな仲間たち〜（2012年、HiBiKi Radio Station※）
- さくら荘のペットなラジオ（2012年 - 2013年、超!A&G+※）
- 学☆王 -THE ROYAL "RADIO" STARS-（2013年、音泉※）
- ストライクウィッチーズ 501st JFW.OA〜第五〇一統合戦闘航空団公式放送〜（2013年、音泉※、HiBiKi Radio Station※）
- 放課後のプレアデスRADIO（2015年、音泉※）[271]
- 高森奈津美のP！ットイン★ラジオ（2015年 - 2018年、超!A&G+※）
- おぺれ〜しょん“えぬ”（2015年 - 2016年、超!A&G+※・ニコニコ動画内「メゾン・ド・イーコエ チャンネル」→ニコニコ動画内「サウンドウィングチャンネル」※）
- 田中くんはラジオもけだるげ（2016年、HiBiKi Radio Station※）[272]
- THE IDOLM@STER webラジオ〜バンプレストスペシャル〜 にゃんにゃんラジオ、はじまるにゃ！（2017年、ニコニコ動画内「バンプレちゃんねる」※）[273]
- 高森奈津美と松井恵理子の大体こんな感じ（2017年 - 2018年、ニコニコ動画※）[274]
- 高森奈津美とおちゃっちゃしよ？（2018年 - 2019年、超!A&G+※）[275]
- ワールドウィッチーズチャンネル ニパっと笑顔で語らいたいねん（2018年、ニコニコ生放送※）[276]
- THE IDOLM@STER webラジオ〜バンプレストスペシャル〜 にゃんにゃんラジオ！ 帰ってきたにゃ！（2018年 - 2019年、ニコニコ動画内「バンプレちゃんねる」※）
- THE IDOLM@STER MUSIC ON THE RADIO（2019年、ニコニコ生放送※） - アシスタントパーソナリティー
- はくばく Presents 高森奈津美・三澤紗千香の山梨応援ラジオ（2019年 - 2022年、音泉※）[277]
- タカモリピーポーパーリナィ（2019年 - 2022年、ニコニコ生放送※、YouTube※）[278]
- 高森奈津美のTalk to you（2020年、JFN PARK※）[279]

### ラジオCD
- DJCD あまたつ!（2011年）
- 宝探し 〜至高のペルソナ〜 ラジオCD（2012年）
- ゆきんこ・りえしょんのいちごまみれだよ〜 ラジオCD 6カゴめ（2017年）[280]※録りおろしゲスト

### デジタルコミック
- センセイ君主（2013年、葵[281]）
- 【百合姫PP】ハロー、メランコリック！【PV】（2019年、須川響生[282]）
- ほむら先生はたぶんモテない（2021年、蓮見[283]）
- orange（2022年、村坂あずさ[284]）
- 七瀬くんの天職（2022年、環[285]）
- ゴーレムハーツ（2022年、マルク[286]）
- お役に立つので血をください（2022年、スミレ[287]）

### テレビ番組
※はインターネット配信。
- アニメの現場（2017年、ニコニコチャンネル※、YouTube※）[288]
- 高森重戦車（2017年 - 2018年、FRESH!※）[289]
- 高森奈津美の明るいデッドバイデイライト（2020年 - 2021年、ニコニコ生放送※、YouTube※、Periscope※）
- なっちゃんえりちゃんのえらい!すごい!（2022年 - 、ニコニコ生放送※、YouTube※）[290]

### 映像商品
- ラジオ アイドルマスター シンデレラガールズ『デレラジ』DVD Vol.2（2013年）
- THE IDOLM@STER M@STERS OF IDOL WORLD!!2014 Day2（2014年）[291]
- THE IDOLM@STER CINDERELLA GIRLS 1stLIVE WONDERFUL M@GIC!!（2014年）[292]
- THE IDOLM@STER CINDERELLA GIRLS 2ndLIVE PARTY M@GIC!!（2015年）[293]
- THE IDOLM@STER M@STER OF IDOL WORLD!!2015 Live Blu-ray Day2（2016年）[294]
- THE IDOLM@STER CINDERELLA GIRLS 3rdLIVE シンデレラの舞踏会 -Power of Smile- Blu-ray（2016年）[295]
- THE IDOLM@STER CINDERELLA GIRLS 4thLIVE TriCastle Story（2017年）[296]
- アイドルマスター シンデレラガールズ小劇場 第2巻（2018年）[297]
- 宝探し 〜至高のペルソナ〜 in マザー牧場（2012年）[298]
- Lady Go!! シリーズ
  - Lady Go!! second date 〜夏 ときどき 恋〜（2013年）
  - Lady Go!! third date 〜スキな人まで徒歩0分〜（2013年）
  - Lady Go!! fourth date 〜ハートつながる公園通り〜（2015年）
  - Lady Go!! fifth date 〜君と私の時代〜（2016年）
  - Lady Go!! 卒業イベント 〜1841日の奇跡〜（2018年）
- 高森奈津美と内田真礼の声優職業体験所 バスガイド編（2013年）
- 「ブレイブウィッチーズ」エンディング・テーマ コレクション DVD付き限定盤（2016年）[299]※キャスト対談
- 牧野由依の大人だっていいじゃない！青春laboratory Vol.3（2020年）
- デリシャスパーティ♡プリキュア 感謝祭（2023年）[300]

### 舞台
- なば缶三本目「君が眉毛を剃った日」（2014年11月1日、2014年11月2日のみ出演、池袋シアターグリーン BIG TREE THEATER）
- ことだま屋本舗☆リーディング部 その10（2017年12月14日、新宿シアターモリエール）
- 音楽朗読劇「ジキル VS ハイド」（2018年3月21日、TOKYO FM HALL） - マリー 役[301]
- 演劇の毛利さん －The Entertainment Theater Vol.1 リーディングシアター「桜の森の満開の下」（2022年1月12日、サンシャイン劇場）[302]
- マスクプレイミュージカル『デリシャスパーティ♡プリキュア ドリームステージ』（2022年7月 - 2023年3月、コメコメ、声の出演[303]）
- 朗読劇「アナザー・ミー 〜便利で無限ですこしあやふや〜」（2022年11月12・13日、全電通労働会館）[304]
- 朗読劇『武士とジェントルマン』（2023年2月4日、サンシャイン劇場）[305]
- 朗読会 ほむら先生はたぶんモテない（2023年3月5日、横浜ランドマークホール）[306]
- リーディングセッション鉄輪〜陰陽師・付喪神ノ巻より〜（2024年3月16・17日、ニッショーホール） - 德子 役[307]
- マスクプレイミュージカル『キミとアイドルプリキュア♪ ドリームステージ♪』（2025年7月 - 2026年3月予定、紫雨こころ / キュアキュンキュン、声の出演[308]）

### パチンコ・パチスロ
- CR Another（見崎鳴）
- シスタークエスト3 〜黄金の大地と東の勇者〜（ミモリ）
- 探偵歌劇 ミルキィホームズTD 消えた7と奇跡の歌（エラリー姫百合[309]）
- SLOTハイスクール・フリート（柳原麻侖）

### ASMR
- Écrint Dolls -エクラント・ドールズ- シリーズ
  - 恋煩いの双子人形 〜二つの命の願いと歩み〜（2019年、イリス・ユノア、アクア・ユノア[310]）
  - 恋煩いの人形たち 〜明暗超えし天色の少女〜（2020年、イリス・ユノア、アクア・ユノア[311]）
  - 恋煩いの人形たち 〜心に寄り添う黒の双姫〜（2020年、イリス・ユノア、アクア・ユノア[312][313]）
  - 恋煩いの人形たちP.L.U.S. 〜イリスと過ごす思い出タイム〜（2022年、イリス・ユノア[311]）
- とろけるカノジョ 〜元気な彼女と過ごす休日〜（2021年、西野メイ[314]）
- あのとき、あのひ、あなたのなつやすみ（2021年、あおい[315]）
- 火焔猫燐のヒミツのおしかけボイス（2021年、火焔猫燐[316]）
- しあわせおうちでーと・ゴースト 〜遊んでくれよな、大将?〜（2021年、ゴースト[317]）

### その他コンテンツ
- 山梨県富士吉田市（観光PRキャラクター「桜織」[16]）
- こえぶろ（2013年）[318]
- 『みこみみみみこ〜妖魔討伐神子録〜』オーディオドラマ（2015年、森村姫路[319][320]） ※コミックス第1巻QRコード付属
- LINEスタンプ『アイドルマスター シンデレラガールズ2』（2015年、前川みく）
- MAPLUS+（2016年、相乗永遠[321]）
- ゲーム「牧場物語 3つの里の大切な友だち」 PV・ボイスメッセージ（2016年）[322][323]
- 『そらのおしごと side“STARS”』オーディオブック（2016年）[324]
- スニッカーズ「#スニッカーズの写真ツイートでシンデレラガールズからリプが届くかも!?略して #スニリプ」キャンペーン（2017年、前川みく[325]）
- ひなろじ〜from Luck & Logic〜 soloeteボイスアクリルキーホルダー（2017年、京橋万博[326]）
- 守護っ天使パテピュア ボイスドラマ（2020年、織田信長[327]、原始人、編集者）
- 関東甲信越推し！ ヤマナシ・クエスト「“極めたい思い”に未来のヒント！」 ナレーション（2021年6月11日、NHK〈山梨〉）[328][329]
- 玩具 にぎにぎ変身!おしゃべりコメコメ（2022年）
- 山梨県立科学館 プラネタリウム番組「ほしぞらの水族館」（2022年3月19日 - 7月10日、ヒロ[330]）
- 市川三郷ハナミライ-花火＊未来-2022 大会アンバサダー（2022年）[331]
- 『南国カノジョとひとつ屋根のした』ナイアのハワイ語講座（2023年、ナイア[332]）
- ボイスドラマ「風の姫君と紅炎の魔剣」（2023年、セシリア[333]）
- ハンドレッドノート（2023年、甲本ミナミ[334]）
- 『先生日誌3 ほむら先生はたぶんモテない』ボイスドラマ（2024年、蓮見[335]） ※音声カード付き限定版付属
- Summer Pocketsのキャラボイスと巡る！男木島・女木島の聖地巡礼ガイドツアー 音声ガイド（2024年、空門蒼[336]）
- コンシューマーゲーム『五等分の花嫁』シリーズ 紹介動画（2024年 - 2025年、上杉らいは[337]）
- ゲーム スターセイヴァー PV（2025年、アセラ[338]）
- アトレ秋葉原 テレビアニメ『Summer Pockets』〜夏灯り、君と過ごす夜〜 館内BGM特別ボイス（2025年、空門蒼[339]）

## ディスコグラフィ

### キャラクターソング
| 発売日   | 商品名 | 歌 | 楽曲                                                                    | 備考                                                                                      |
| 2010年   | 2010年 | 2010年 | 2010年                                                                  | 2010年                                                                                    |
| -------- | --- | --- | ----------------------------------------------------------------------- | ----------------------------------------------------------------------------------------- |
| 6月23日  | Happy☆てぃんくる／空ニラクガキ                                                                              | あかり（高森奈津美）、ミリア（竹達彩奈）、沙羅（片岡あづさ） | 「空ニラクガキ」                                                        | テレビアニメ『ジュエルペット てぃんくる☆』エンディングテーマ                              |
| 2011年   | | |                                                                         |                                                                                           |
| 7月22日  | デッドマン・ワンダーランド キャラクターソング 東弦角                                                        | 橙火花（高森奈津美） | 「I'm a Lady!!」                                                        | テレビアニメ『デッドマン・ワンダーランド』関連曲                                          |
| 2012年   | | |                                                                         |                                                                                           |
| 7月11日  | Songs party 〈歌宴〉                                                                                        | 見崎鳴（高森奈津美） | 「しずかに」                                                            | テレビアニメ『Another』関連曲                                                             |
| 8月8日   | THE IDOLM@STER CINDERELLA MASTER 007 前川みく                                                               | 前川みく（高森奈津美） | 「おねだり Shall We 〜?」                                               | ゲーム『アイドルマスター シンデレラガールズ』関連曲                                       |
| 11月21日 | 君が夢を連れてきた                                                                                          | ペットな彼女たち | 「君が夢を連れてきた」                                                  | テレビアニメ『さくら荘のペットな彼女』オープニングテーマ                                  |
| 12月19日 | プリティーリズム・ディアマイフューチャー プリズムソング・コレクション Life is just a miracle                | Prizmmy☆ぼいすアクトレス | 「Life is Just a Miracle 〜生きているって素晴らしい〜」                 | テレビアニメ『プリティーリズム・ディアマイフューチャー』オープニングテーマ                |
| 12月19日 | プリティーリズム・ディアマイフューチャー プリズムソング・コレクション Life is just a miracle                | Sprouts | 「Mirage JET」                                                          | テレビアニメ『プリティーリズム・ディアマイフューチャー』挿入歌                            |
| 2013年   | | |                                                                         |                                                                                           |
| 10月9日  | THE IDOLM@STER CINDERELLA MASTER Cute jewelries! 001                                                        | 双葉杏（五十嵐裕美）、前川みく（高森奈津美）、島村卯月（大橋彩香）、小日向美穂（津田美波）、安部菜々（三宅麻理恵） | 「アタシポンコツアンドロイド」 「ススメ☆オトメ 〜jewel parade〜」       | ゲーム『アイドルマスター シンデレラガールズ』関連曲                                       |
| 10月9日  | THE IDOLM@STER CINDERELLA MASTER Cute jewelries! 001                                                        | 前川みく（高森奈津美） | 「しっぽのきもち」関連曲                                                | ゲーム『アイドルマスター シンデレラガールズ』関連曲                                       |
| 2014年   | | |                                                                         |                                                                                           |
| 10月1日  | りりくる キャラクターデュオシリーズ 陽奈♡彩愛『恋心つなぎっ♪』                                              | 陽奈（三上枝織）、彩愛（高森奈津美） | 「恋心つなぎっ♪」                                                       | ドラマCD『りりくる - LIly LYric cyCLE -』関連曲                                           |
| 10月29日 | two-Dimension's Love                                                                                        | denk!girls | 「two-Dimension's Love」                                                | テレビアニメ『デンキ街の本屋さん』エンディングテーマ                                      |
| 10月29日 | two-Dimension's Love                                                                                        | denk!girls | 「目覚めよ女子力」                                                      | テレビアニメ『デンキ街の本屋さん』関連曲                                                  |
| 12月3日  | DENK!SONGS1                                                                                                 | ひおたん（高森奈津美） | 「Bから始まるLがある」                                                  | テレビアニメ『デンキ街の本屋さん』関連曲                                                  |
| 2015年   | | |                                                                         |                                                                                           |
| 1月21日  | THE IDOLM@STER CINDERELLA GIRLS ANIMATION PROJECT 00 ST@RTER BEST                                           | CINDERELLA PROJECT | 「ススメ☆オトメ 〜jewel parade〜」                                      | テレビアニメ『アイドルマスター シンデレラガールズ』関連曲                                 |
| 2月18日  | THE IDOLM@STER CINDERELLA GIRLS ANIMATION PROJECT 01 Star!!                                                 | CINDERELLA PROJECT | 「Star!!」                                                              | テレビアニメ『アイドルマスター シンデレラガールズ』オープニングテーマ                     |
| 4月15日  | THE IDOLM@STER CINDERELLA GIRLS ANIMATION PROJECT 06 ØωØver!!                                               | * (Asterisk) | 「ØωØver!!」                                                            | テレビアニメ『アイドルマスター シンデレラガールズ』エンディングテーマ                     |
| 4月15日  | THE IDOLM@STER CINDERELLA GIRLS ANIMATION PROJECT 06 ØωØver!!                                               | * (Asterisk) | 「夕映えプレゼント」                                                    | テレビアニメ『アイドルマスター シンデレラガールズ』関連曲                                 |
| 4月15日  | 放課後のプレアデス Blu-ray YouTube版 特典CD                                                                 | すばる（高森奈津美）、あおい（大橋歩夕）、いつき（立野香菜子）、ひかる（牧野由依）、ななこ（藤田咲） | 「放課後のプレアデス」                                                  | Webアニメ『放課後のプレアデス』主題歌                                                     |
| 4月22日  | やっぱりStand Up!!!!!／色彩crossroad                                                                        | 有栖川凛（三上枝織）、十六夜花音（大久保瑠美）、宇佐美陽菜（小松未可子）、円城寺結衣（高森奈津美）、小此木友美（上坂すみれ） | 「やっぱりStand Up!!!!!」                                               | テレビアニメ『てさぐれ!部活もの すぴんおふ プルプルんシャルムと遊ぼう』オープニングテーマ |
| 4月22日  | やっぱりStand Up!!!!!／色彩crossroad                                                                        | てさプルん♪ | 「色彩crossroad」                                                       | テレビアニメ『てさぐれ!部活もの すぴんおふ プルプルんシャルムと遊ぼう』エンディングテーマ |
| 5月13日  | THE IDOLM@STER CINDERELLA GIRLS ANIMATION PROJECT 08 GOIN'!!!                                               | CINDERELLA PROJECT | 「GOIN'!!!」                                                            | テレビアニメ『アイドルマスター シンデレラガールズ』挿入歌                                 |
| 5月13日  | THE IDOLM@STER CINDERELLA GIRLS ANIMATION PROJECT 08 GOIN'!!!                                               | CINDERELLA PROJECT | 「夕映えプレゼント」                                                    | テレビアニメ『アイドルマスター シンデレラガールズ』エンディングテーマ                     |
| 5月20日  | てさプル!歌もの                                                                                             | 田中心春（大橋彩香）、円城寺結衣（高森奈津美） | 「グリーン妄想モンスター」                                              | テレビアニメ『てさぐれ!部活もの すぴんおふ プルプルんシャルムと遊ぼう』エンディングテーマ |
| 5月27日  | ここから、かなたから                                                                                        | fragments | 「ここから、かなたから」                                                | テレビアニメ『放課後のプレアデス』エンディングテーマ                                      |
| 5月27日  | ここから、かなたから                                                                                        | fragments | 「Stella-rium 〜fragments cover〜」                                     | テレビアニメ『放課後のプレアデス』関連曲                                                  |
| 6月17日  | 「ストライクウィッチーズ Operation Victory Arrow vol.3 アルンヘムの橋」秘め歌コレクション                   | サーニャ・V・リトヴャク（門脇舞以）、エイラ・イルマタル・ユーティライネン（大橋歩夕）、アレクサンドラ・I・ポクルイーシキン（原由実）、ニッカ・エドワーディン・カタヤイネン（高森奈津美） | 「夢空行進曲」                                                          | OVA『ストライクウィッチーズ Operation Victory Arrow vol.3 アルンヘムの橋』関連曲          |
| 6月24日  | TVアニメ「放課後のプレアデス」オリジナルサウンドトラック"むつらぼし"α                                       | すばる（高森奈津美）、あおい（大橋歩夕） | 「星めぐりの歌」                                                        | テレビアニメ『放課後のプレアデス』挿入歌                                                  |
| 7月18日  | THE IDOLM@STER M@STERS OF IDOL WORLD!!2015 Nation Sapphire アンドロイド                                     | 前川みく（高森奈津美） | 「アタシポンコツアンドロイド」                                          | ゲーム『アイドルマスター シンデレラガールズ』関連曲                                       |
| 7月29日  | THE IDOLM@STER CINDERELLA MASTER Absolute NIne                                                              | THE IDOLM@STER CINDERELLA GIRLS! | 「Absolute NIne」                                                       | ゲーム『アイドルマスター シンデレラガールズ』関連曲                                       |
| 7月29日  | THE IDOLM@STER CINDERELLA MASTER Absolute NIne                                                              | THE IDOLM@STER CINDERELLA GIRLS for BEST5! | 「つぼみ」                                                              | ゲーム『アイドルマスター シンデレラガールズ』関連曲                                       |
| 8月5日   | THE IDOLM@STER CINDERELLA GIRLS ANIMATION PROJECT 2nd Season 01 Shine!!                                     | CINDERELLA PROJECT | 「Shine!!」                                                             | テレビアニメ『アイドルマスター シンデレラガールズ』オープニングテーマ                     |
| 8月5日   | THE IDOLM@STER CINDERELLA GIRLS ANIMATION PROJECT 2nd Season 01 Shine!!                                     | CINDERELLA PROJECT | 「お願い！シンデレラ」                                                  | テレビアニメ『アイドルマスター シンデレラガールズ』関連曲                                 |
| 9月30日  | THE IDOLM@STER CINDERELLA GIRLS ANIMATION PROJECT 2nd Season 03                                             | * (Asterisk) with なつなな | 「Wonder goes on!!」                                                    | テレビアニメ『アイドルマスター シンデレラガールズ』エンディングテーマ                     |
| 9月30日  | THE IDOLM@STER CINDERELLA GIRLS ANIMATION PROJECT 2nd Season 03                                             | * (Asterisk) | 「夢色ハーモニー」                                                      | テレビアニメ『アイドルマスター シンデレラガールズ』関連曲                                 |
| 9月30日  | THE IDOLM@STER CINDERELLA GIRLS ANIMATION PROJECT 2nd Season 03                                             | * (Asterisk) | 「We're the friends!」                                                  | テレビアニメ『アイドルマスター シンデレラガールズ』挿入歌                                 |
| 10月7日  | THE IDOLM@STER CINDERELLA GIRLS ANIMATION PROJECT 2nd Season 04                                             | * (Asterisk) | 「ØωØver!! -Heart Beat Version-」                                       | テレビアニメ『アイドルマスター シンデレラガールズ』挿入歌                                 |
| 2016年   | | |                                                                         |                                                                                           |
| 2月25日  | アイドルマスター シンデレラガールズ BD・DVD 第9巻完全生産限定版特典CD「346Pro IDOL selection vol.5」        | 前川みく（高森奈津美） | 「You're stars shine on me 〜For Miku Rearrange MIX〜」                 | テレビアニメ『アイドルマスター シンデレラガールズ』関連曲                                 |
| 5月18日  | THE IDOLM@STER CINDERELLA GIRLS STARLIGHT MASTER 02 Tulip                                                   | 前川みく（高森奈津美） | 「ニャンと☆スペクタクル」                                               | ゲーム『アイドルマスター シンデレラガールズ スターライトステージ』関連曲                  |
| 6月22日  | ヨゾラのシズク 〜GRANBLUE FANTASY〜                                                                         | アリーザ（高森奈津美）、ジェシカ（瀬戸麻沙美） | 「ヨゾラのシズク」                                                      | ゲーム『グランブルーファンタジー』関連曲                                                  |
| 12月21日 | TVアニメ「ブレイブウィッチーズ」 エンディング・テーマ コレクション 「Little Wing〜Spirit of LINDBERG〜」    | 雁淵ひかり（加隈亜衣）、ニッカ・エドワーディン・カタヤイネン（高森奈津美）、管野直枝（村川梨衣） | 「LITTLE WING〜Spirit of LINDBERG〜 Vol.3」                             | テレビアニメ『ブレイブウィッチーズ』エンディングテーマ                                    |
| 12月21日 | TVアニメ「ブレイブウィッチーズ」 エンディング・テーマ コレクション 「Little Wing〜Spirit of LINDBERG〜」    | アレクサンドラ・イワーノヴナ・ポクルイーシキン（原由実）、ニッカ・エドワーディン・カタヤイネン（高森奈津美） | 「LITTLE WING〜Spirit of LINDBERG〜 Vol.6」                             | テレビアニメ『ブレイブウィッチーズ』エンディングテーマ                                    |
| 12月21日 | TVアニメ「ブレイブウィッチーズ」 エンディング・テーマ コレクション 「Little Wing〜Spirit of LINDBERG〜」    | ニッカ・エドワーディン・カタヤイネン（高森奈津美）、雁淵ひかり（加隈亜衣） | 「LITTLE WING〜Spirit of LINDBERG〜 Vol.7」                             | テレビアニメ『ブレイブウィッチーズ』エンディングテーマ                                    |
| 12月21日 | TVアニメ「ブレイブウィッチーズ」 エンディング・テーマ コレクション 「Little Wing〜Spirit of LINDBERG〜」    | ヴァルトルート・クルピンスキー（石田嘉代）、ニッカ・エドワーディン・カタヤイネン（高森奈津美）、管野直枝（村川梨衣） | 「LITTLE WING〜Spirit of LINDBERG〜 Vol.8」                             | テレビアニメ『ブレイブウィッチーズ』エンディングテーマ                                    |
| 12月21日 | TVアニメ「ブレイブウィッチーズ」 エンディング・テーマ コレクション 「Little Wing〜Spirit of LINDBERG〜」    | 雁淵孝美（末柄里恵）、管野直枝（村川梨衣）、ニッカ・エドワーディン・カタヤイネン（高森奈津美）、ヴァルトルート・クルピンスキー（石田嘉代）、アレクサンドラ・イワーノヴナ・ポクルイーシキン（原由実）、ジョーゼット・ルマール（照井春佳）、下原定子（水谷麻鈴）、エディータ・ロスマン（五十嵐裕美）、グンドュラ・ラル（佐藤利奈） | 「LITTLE WING〜Spirit of LINDBERG〜 Vol.11」                            | テレビアニメ『ブレイブウィッチーズ』エンディングテーマ                                    |
| 12月21日 | TVアニメ「ブレイブウィッチーズ」 エンディング・テーマ コレクション 「Little Wing〜Spirit of LINDBERG〜」    | 雁淵ひかり（加隈亜衣）、雁淵孝美（末柄里恵）、管野直枝（村川梨衣）、ニッカ・エドワーディン・カタヤイネン（高森奈津美）、ヴァルトルート・クルピンスキー（石田嘉代）、アレクサンドラ・イワーノヴナ・ポクルイーシキン（原由実）、ジョーゼット・ルマール（照井春佳）、下原定子（水谷麻鈴）、エディータ・ロスマン（五十嵐裕美）、グンドュラ・ラル（佐藤利奈） | 「LITTLE WING〜Spirit of LINDBERG〜 Vol.12」                            | テレビアニメ『ブレイブウィッチーズ』エンディングテーマ                                    |
| 2017年   | | |                                                                         |                                                                                           |
| 1月25日  | THE IDOLM@STER CINDERELLA GIRLS VIEWING REVOLUTION Yes! Party Time!!                                        | 小日向美穂（津田美波）、双葉杏（五十嵐裕美）、前川みく（高森奈津美） | 「アタシポンコツアンドロイド」                                          | ゲーム『アイドルマスター シンデレラガールズ ビューイングレボリューション』関連曲          |
| 2月8日   | THE IDOLM@STER CINDERELLA MASTER EVERMORE                                                                   | 城ヶ崎美嘉（佳村はるか）、前川みく（高森奈津美）、一ノ瀬志希（藍原ことみ）、神崎蘭子（内田真礼）、二宮飛鳥（青木志貴） | 「EVERMORE（M@STER VERSION）」                                          | ゲーム『アイドルマスター シンデレラガールズ』関連曲                                       |
| 2月8日   | THE IDOLM@STER CINDERELLA MASTER EVERMORE                                                                   | 島村卯月（大橋彩香）、渋谷凛（福原綾香）、本田未央（原紗友里）、赤城みりあ（黒沢ともよ）、安部菜々（三宅麻理恵）、神崎蘭子（内田真礼）、小日向美穂（津田美波）、城ヶ崎美嘉（佳村はるか）、城ヶ崎莉嘉（山本希望）、高垣楓（早見沙織）、多田李衣菜（青木瑠璃子）、新田美波（洲崎綾）、双葉杏（五十嵐裕美）、前川みく（高森奈津美）、諸星きらり（松嵜麗） | 「ススメ☆オトメ 〜jewel parade〜」                                      | ゲーム『アイドルマスター シンデレラガールズ』関連曲                                       |
| 2月8日   | THE IDOLM@STER CINDERELLA MASTER EVERMORE                                                                   | 大橋彩香、福原綾香、原紗友里、藍原ことみ、青木志貴、青木瑠璃子、飯田友子、五十嵐裕美、今井麻夏、上坂すみれ、内田真礼、桜咲千依、大空直美、大坪由佳、金子真由美、金子有希、木村珠莉、黒沢ともよ、佐藤亜美菜、下地紫野、洲崎綾、鈴木絵理、髙野麻美、高森奈津美、立花理香、種﨑敦美、千菅春香、東山奈央、長島光那、原優子、早見沙織、春瀬なつみ、渕上舞、牧野由衣、松井恵理子、松嵜麗、三宅麻理恵、村中知、杜野まこ、安野希世乃、山下七海、山本希望、佳村はるか、ルゥティン、和氣あず未 | 「EVERMORE（4thLIVE MIX）」                                             | ゲーム『アイドルマスター シンデレラガールズ』関連曲                                       |
| 3月8日   | ブレイブウィッチーズ秘め歌コレクションVol.2                                                                 | ニッカ・エドワーディン・カタヤイネン（高森奈津美） | 「LITTLE WING〜Spirit of LINDBERG〜」 「Lucky!」                        | テレビアニメ『ブレイブウィッチーズ』関連曲                                                |
| 3月8日   | ブレイブウィッチーズ秘め歌コレクションVol.2                                                                 | ニッカ・エドワーディン・カタヤイネン（高森奈津美）、管野直枝（村川梨衣）、ヴァルトルート・クルピンスキー（石田嘉代） | 「ピースメーカー」                                                      | テレビアニメ『ブレイブウィッチーズ』関連曲                                                |
| 4月19日  | TVアニメ「南鎌倉高校女子自転車部」キャラクターソングスコレクション「かまコレ」                              | 比嘉夏海（藤原夏海）、神倉冬音（高森奈津美） | 「自転車に花は舞う（TV Edit）」                                         | テレビアニメ『南鎌倉高校女子自転車部』関連曲                                              |
| 4月19日  | TVアニメ「南鎌倉高校女子自転車部」キャラクターソングスコレクション「かまコレ」                              | 神倉冬音（高森奈津美） | 「絶対！ワンダースノー」                                                | テレビアニメ『南鎌倉高校女子自転車部』関連曲                                              |
| 5月26日  | 蒼の彼方のフォーリズム PIANO ALBUM#2                                                                        | 乾沙希（高森奈津美） | 「Way to Fly -蒼の彼方へ-」                                             | 『蒼の彼方のフォーリズム』関連曲                                                          |
| 6月24日  | THE IDOLM@STER CINDERELLA GIRLS 5thLIVE TOUR Serendipity Parade!!! 静岡・幕張・福岡 会場オリジナルCD        | 前川みく（高森奈津美） | 「EVERMORE（M@STER VERSION）」                                          | ゲーム『アイドルマスター シンデレラガールズ』関連曲                                       |
| 8月9日   | TVアニメ『ひなろじ～from Luck & Logic～』エンディング&キャラソンミニアルバム                                | リオネス・エリストラートヴァ（朝日奈丸佳）、ニーナ・アレクサンドロヴナ（山村響）、京橋万博（高森奈津美） | 「ベィビィバード！〜ガクエンロジック〜」                                | テレビアニメ『ひなろじ〜from Luck & Logic〜』関連曲                                       |
| 8月9日   | TVアニメ『ひなろじ～from Luck & Logic～』エンディング&キャラソンミニアルバム                                | 京橋万博（高森奈津美） | 「EX-Positive Expositor!」                                              | テレビアニメ『ひなろじ〜from Luck & Logic〜』関連曲                                       |
| 8月25日  | ネ！コ！ | パトリシア・オブ・エンド（高森奈津美）、黒木未知（仙台エリ）、夕莉シャチ（浅川悠）、明日原ユウキ（種﨑敦美） | 「ネ！コ！」                                                            | テレビアニメ『ノラと皇女と野良猫ハート』オープニングテーマ                                |
| 10月18日 | THE IDOLM@STER CINDERELLA GIRLS MASTER SEASONS AUTUMN!                                                      | 安部菜々（三宅麻理恵）、乙倉悠貴（中島由貴）、前川みく（高森奈津美） | 「Halloween♥Code」                                                      | ゲーム『アイドルマスター シンデレラガールズ』関連曲                                       |
| 2018年   | | |                                                                         |                                                                                           |
| 5月23日  | THE IDOLM@STER CINDERELLA GIRLS STARLIGHT MASTER 17 Nothing but You                                         | アナスタシア（上坂すみれ）、神谷奈緒（松井恵理子）、中野有香（下地紫野）、前川みく（高森奈津美）、星輝子（松田颯水） | 「Nothing but You（M@STER VERSION）」                                   | ゲーム『アイドルマスター シンデレラガールズ スターライトステージ』関連曲                  |
| 8月1日   | CINDERELLA PARTY! でれぱ音頭 ＼ドンドンカッ／                                                               | 多田李衣菜（青木瑠璃子）、前川みく（高森奈津美） | 「Twilight Sky」                                                        | ラジオ『CINDERELLA PARTY!』関連曲                                                         |
| 11月30日 | THE IDOLM@STER CINDERELLA GIRLS 6thLIVE MERRY-GO-ROUNDOME!!! MASTER SEASONS AUTUMN! SOLO REMIX              | 前川みく（高森奈津美） | 「Halloween♥Code」                                                      | ゲーム『アイドルマスター シンデレラガールズ』関連曲                                       |
| 12月29日 | Summer Pockets キャラクターソング『Sing!』                                                                  | 空門蒼（高森奈津美） | 「比翼の蝶たち」                                                        | ゲーム『Summer Pockets』関連曲                                                            |
| 2019年   | | |                                                                         |                                                                                           |
| 4月17日  | THE IDOLM@STER CINDERELLA GIRLS LITTLE STARS! きゅん・きゅん・まっくす                                      | 一ノ瀬志希（藍原ことみ）、乙倉悠貴（中島由貴）、椎名法子（都丸ちよ）、前川みく（高森奈津美）、棟方愛海（藤本彩花） | 「きゅん・きゅん・まっくす」                                            | テレビアニメ『アイドルマスター シンデレラガールズ劇場』エンディングテーマ                 |
| 4月17日  | THE IDOLM@STER CINDERELLA GIRLS LITTLE STARS! きゅん・きゅん・まっくす                                      | 前川みく（高森奈津美） | 「きゅん・きゅん・まっくす」                                            | テレビアニメ『アイドルマスター シンデレラガールズ劇場』関連曲                             |
| 5月1日   | THE IDOLM@STER CINDERELLA GIRLS STARLIGHT MASTER 28 凸凹スピードスター                                      | 前川みく（高森奈津美）、川島瑞樹（東山奈央）、白坂小梅（桜咲千依）、三村かな子（大坪由佳） | 「キミとボクのミライ」                                                  | ゲーム『アイドルマスター シンデレラガールズ スターライトステージ』関連曲                  |
| 7月31日  | プリンセスコネクト！Re:Dive PRICONNE CHARACTER SONG 09                                                      | マホ（内田真礼）、カオリ（高森奈津美） | 「Peaceful*ちゃんぷるー」                                               | ゲーム『プリンセスコネクト！Re:Dive』挿入歌                                               |
| 9月2日   | THE IDOLM@STER CINDERELLA GIRLS 7thLIVE TOUR Special 3chord♪ Comical Pops! 会場オリジナルCD                 | 前川みく（高森奈津美） | 「Nothing but You（M@STER VERSION）」                                   | ゲーム『アイドルマスター シンデレラガールズ スターライトステージ』関連曲                  |
| 9月11日  | 新ワールドウィッチーズシリーズ秘め歌コレクション特別版 ヘルシンキ篇                                         | ニッカ・エドワーディン・カタヤイネン（高森奈津美）、アレクサンドラ・I・ポクルイーシキン（原由実）、ジョーゼット・ルマール（照井春佳） | 「One by One」                                                          | 『ワールドウィッチーズ』関連曲                                                            |
| 10月23日 | THE IDOLM@STER CINDERELLA GIRLS STARLIGHT MASTER 33 Starry-Go-Round                                         | 前川みく（高森奈津美）、大槻唯（山下七海）、姫川友紀（杜野まこ）、二宮飛鳥（青木志貴）、アナスタシア（上坂すみれ） | 「Starry-Go-Round（M@STER VERSION）」                                   | ゲーム『アイドルマスター シンデレラガールズ スターライトステージ』関連曲                  |
| 11月27日 | プリンセスコネクト！Re:Dive PRICONNE CHARACTER SONG 11                                                      | マホ（内田真礼）、マコト（小松未可子）、カオリ（高森奈津美） | 「We Are Golden」                                                       | ゲーム『プリンセスコネクト！Re:Dive』挿入歌                                               |
| 2020年   | | |                                                                         |                                                                                           |
| 4月29日  | 百華繚乱 弐                                                                                                 | 虎御前の太刀（高森奈津美）、日光助真（中村桜）、日本一則重（春瀬なつみ） | 「恋の大運動会」                                                        | ゲーム『天華百剣 -斬-』関連曲                                                             |
| 10月21日 | THE IDOLM@STER CINDERELLA GIRLS STARLIGHT MASTER GOLD RUSH! 03 Joker                                        | 松永涼（千菅春香）、大和亜季（村中知）、中野有香（下地紫野）、姫川友紀（杜野まこ）、前川みく（高森奈津美） | 「Joker（M@STER VERSION）」                                             | ゲーム『アイドルマスター シンデレラガールズ スターライトステージ』関連曲                  |
| 2021年   | | |                                                                         |                                                                                           |
| 2月17日  | THE IDOLM@STER CINDERELLA GIRLS Broadcast & Live Happy New Yell!!! オリジナルCD                             | 前川みく（高森奈津美） | 「Starry-Go-Round（M@STER VERSION）」                                   | ゲーム『アイドルマスター シンデレラガールズ スターライトステージ』関連曲                  |
| 3月24日  | ド級編隊エグゼロス BD・DVD第6巻特典CD                                                                       | 若草萌萎（高森奈津美） | 「Green Green Friend」                                                  | テレビアニメ『ド級編隊エグゼロス』関連曲                                                  |
| 4月7日   | ワールドウィッチーズ発進しますっ！ 第502統合戦闘航空団発進しますっ！                                        | 管野直枝（村川梨衣）、ニッカ・エドワーディン・カタヤイネン（高森奈津美） | 「Awesome days!」                                                       | テレビアニメ『ワールドウィッチーズ発進しますっ！』エンディングテーマ                      |
| 4月7日   | ワールドウィッチーズ発進しますっ！ 第502統合戦闘航空団発進しますっ！                                        | 第502統合戦闘航空団 | 「Awesome days!」                                                       | テレビアニメ『ワールドウィッチーズ発進しますっ！』エンディングテーマ                      |
| 7月21日  | ワールドウィッチーズ 秘め歌コレクション オラーシャ北西部篇                                                  | 雁淵ひかり（加隈亜衣）、 管野直枝（村川梨衣）、 ニッカ・エドワーディン・カタヤイネン（高森奈津美） | 「Our own way」                                                         | 『ワールドウィッチーズ』関連曲                                                            |
| 7月21日  | ワールドウィッチーズ 秘め歌コレクション オラーシャ北西部篇                                                  | ニッカ・エドワーディン・カタヤイネン（高森奈津美） | 「白い森」 「Awesome days!」                                            | 『ワールドウィッチーズ』関連曲                                                            |
| 11月10日 | THE IDOLM@STER CINDERELLA GIRLS 10th ANNIVERSARY M@GICAL WONDERLAND TOUR!!! MerryMaerchen Land オリジナルCD | 前川みく（高森奈津美） | 「Absolute NIne」 「つぼみ」                                            | ゲーム『アイドルマスター シンデレラガールズ』関連曲                                       |
| 11月24日 | プリンセスコネクト！Re:Dive PRICONNE CHARACTER SONG 24                                                      | カオリ（高森奈津美）、スズナ（上坂すみれ）、ニノン（佐藤聡美） | 「Halloween Monster Jam !!!」                                           | ゲーム『プリンセスコネクト！Re:Dive』挿入歌                                               |
| 11月24日 | プリンセスコネクト！Re:Dive PRICONNE CHARACTER SONG 24                                                      | カオリ（高森奈津美） | 「Halloween Monster Jam !!!」                                           | ゲーム『プリンセスコネクト！Re:Dive』挿入歌                                               |
| 12月14日 | THE IDOLM@STER CINDERELLA GIRLS STARLIGHT MASTER R/LOCK ON! 11 メモリーブロッサム                           | 前川みく（高森奈津美） | 「ネコドル☆オーバー・ザ・ワールド」                                     | ゲーム『アイドルマスター シンデレラガールズ スターライトステージ』関連曲                  |
| 12月22日 | THE IDOLM@STER CINDERELLA GIRLS 10th ANNIVERSARY M@GICAL WONDERLAND TOUR!!! Celebration Land オリジナルCD   | 前川みく（高森奈津美） | 「Take me☆Take you」                                                    | ゲーム『アイドルマスター シンデレラガールズ』関連曲                                       |
| 2023年   | | |                                                                         |                                                                                           |
| 5月17日  | THE IDOLM@STER CINDERELLA GIRLS STARLIGHT MASTER R/LOCK ON! 16 ギョーてん！しーわーるど！                   | 浅利七海（井上ほの花）、前川みく（高森奈津美）、市原仁奈（久野美咲）、棟方愛海（藤本彩花）、龍崎薫（春瀬なつみ） | 「ギョーてん！しーわーるど！（M@STER VERSION）」                        | ゲーム『アイドルマスター シンデレラガールズ スターライトステージ』関連曲                  |
| 5月17日  | THE IDOLM@STER CINDERELLA GIRLS STARLIGHT MASTER R/LOCK ON! 16 ギョーてん！しーわーるど！                   | 前川みく（高森奈津美） | 「ギョーてん！しーわーるど！（M@STER VERSION）」                        | ゲーム『アイドルマスター シンデレラガールズ スターライトステージ』関連曲                  |
| 7月12日  | 五等分の未来                                                                                                | 上杉らいは（高森奈津美） | 「わたしのヒーロー」                                                    | ゲーム『五等分の花嫁 ごとぱずストーリー』テーマソング                                     |
| 10月4日  | THE IDOLM@STER CINDERELLA GIRLS STARLIGHT MASTER PLATINUM NUMBER 10 全開！ミラクルアドベンチャー！          | 浅利七海（井上ほの花）、安部菜々（三宅麻理恵）、前川みく（高森奈津美） | 「全開！ミラクルアドベンチャー！（M@STER VERSION）」                    | ゲーム『アイドルマスター シンデレラガールズ スターライトステージ』関連曲                  |
| 10月4日  | THE IDOLM@STER CINDERELLA GIRLS STARLIGHT MASTER PLATINUM NUMBER 10 全開！ミラクルアドベンチャー！          | 前川みく（高森奈津美） | 「全開！ミラクルアドベンチャー！（M@STER VERSION）」                    | ゲーム『アイドルマスター シンデレラガールズ スターライトステージ』関連曲                  |
| 2025年   | | |                                                                         |                                                                                           |
| 2月26日  | キミとアイドルプリキュア♪デビューシングル                                                                   | キュアキュンキュン（高森奈津美） | 「ココロレボリューション」                                              | テレビアニメ『キミとアイドルプリキュア♪』挿入歌                                           |
| 3月26日  | キミとアイドルプリキュア♪ Light Up!/Trio Dreams                                                             | キュアアイドル（松岡美里）、キュアウインク（髙橋ミナミ）、キュアキュンキュン（高森奈津美） | 「Trio Dreams」                                                         | テレビアニメ『キミとアイドルプリキュア♪』エンディングテーマ                               |
| 6月11日  | THE IDOLM@STER CINDERELLA GIRLS STARLIGHT MASTER CRYSTAL QUALIA 06 イーリャンサンキュー                     | 中野有香（下地紫野）、三村かな子（大坪由佳）、大和亜季（村中知）、前川みく（高森奈津美）、久川凪（立花日菜） | 「イーリャンサンキュー（M@STER VERSION）」                              | ゲーム『アイドルマスター シンデレラガールズ スターライトステージ』関連曲                  |
| 6月11日  | THE IDOLM@STER CINDERELLA GIRLS STARLIGHT MASTER CRYSTAL QUALIA 06 イーリャンサンキュー                     | 前川みく（高森奈津美） | 「イーリャンサンキュー（M@STER VERSION）」                              | ゲーム『アイドルマスター シンデレラガールズ スターライトステージ』関連曲                  |
| 7月23日  | キミとアイドルプリキュア♪ボーカルアルバム                                                                   | 紫雨こころ（高森奈津美） | 「GR∞VE L∞P」                                                           | テレビアニメ『キミとアイドルプリキュア♪』挿入歌                                           |
| 7月23日  | キミとアイドルプリキュア♪ボーカルアルバム                                                                   | キュアアイドル（松岡美里）、キュアウインク（髙橋ミナミ）、キュアキュンキュン（高森奈津美）、キュアズキューン（南條愛乃）、キュアキッス（花井美春） | 「We are！You ＆ IDOL PRECURE♪」                                        | テレビアニメ『キミとアイドルプリキュア♪』関連曲                                           |
| 7月23日  | キミとアイドルプリキュア♪ボーカルアルバム                                                                   | キュアアイドル（松岡美里）、キュアウインク（髙橋ミナミ）、キュアキュンキュン（高森奈津美）、キュアズキューン（南條愛乃）、キュアキッス（花井美春） | 「GARDEN」                                                              | テレビアニメ『キミとアイドルプリキュア♪』挿入歌                                           |
| 8月27日  | 『キミとアイドルプリキュア♪』後期主題歌シングル                                                             | キュアアイドル（松岡美里）、キュアウインク（髙橋ミナミ）、キュアキュンキュン（高森奈津美）、キュアズキューン（南條愛乃）、キュアキッス（花井美春） | 「キミとルララ」                                                        | テレビアニメ『キミとアイドルプリキュア♪』後期エンディングテーマ                           |
| 9月10日  | 『映画キミとアイドルプリキュア♪ お待たせ！キミに届けるキラッキライブ！』ソングアルバム                      | キュアアイドル（松岡美里）、キュアウインク（髙橋ミナミ）、キュアキュンキュン（高森奈津美）、キュアズキューン（南條愛乃）、キュアキッス（花井美春） | 「♪HiBiKi Au Uta♪」                                                     | 劇場アニメ『映画 キミとアイドルプリキュア♪ お待たせ!キミに届けるキラッキライブ!』主題歌   |
| 9月10日  | 『映画キミとアイドルプリキュア♪ お待たせ！キミに届けるキラッキライブ！』ソングアルバム                      | キュアアイドル（松岡美里）、キュアウインク（髙橋ミナミ）、キュアキュンキュン（高森奈津美）、キュアズキューン（南條愛乃）、キュアキッス（花井美春） | 「キミとアイドルプリキュア♪ Light Up! ReMix for You and Idol Precure♪」 | 劇場アニメ『映画 キミとアイドルプリキュア♪ お待たせ!キミに届けるキラッキライブ!』主題歌   |

### その他参加楽曲
| 発売日        | 商品名      | 歌     | 楽曲               | 備考                                                      |
| ------------- | ----------- | ------ | ------------------ | --------------------------------------------------------- |
| 2014年3月26日 | Open Tuning | .lady. | 「Open Tuning」    | ラジオ『A&G NEXT GENERATION Lady Go!!』オープニングテーマ |
| 2014年3月26日 | Open Tuning | .lady. | 「星を捜して」     | ラジオ『A&G NEXT GENERATION Lady Go!!』エンディングテーマ |
| 2015年6月3日  | Progression | .lady. | 「Progression」    | ラジオ『A&G NEXT GENERATION Lady Go!!』オープニングテーマ |
| 2015年6月3日  | Progression | .lady. | 「A Little Magic」 | ラジオ『A&G NEXT GENERATION Lady Go!!』エンディングテーマ |

### 作詞
- 「ØωØver!!」（2015年）　- 「前川みく（高森奈津美）」名義

## ライブ・イベント

### 合同ライブ
| 出演日               | タイトル                                                                                        | 会場                                        |
| -------------------- | ----------------------------------------------------------------------------------------------- | ------------------------------------------- |
| 2013年7月20日        | THE IDOLM@STER 8th ANNIVERSARY HOP!STEP!!FESTIV@L!!!                                            | オリックス劇場（大阪府）                    |
| 2013年8月23日        | Animelo Summer Live 2013 -FLAG NINE-                                                            | さいたまスーパーアリーナ（埼玉県）          |
| 2014年2月23日        | THE IDOLM@STER M@STERS OF IDOL WORLD!!2014                                                      | さいたまスーパーアリーナ（埼玉県）          |
| 2014年4月5日・6日    | THE IDOLM@STER CINDERELLA GIRLS 1stLIVE WONDERFUL M@GIC!!                                       | 舞浜アンフィシアター（千葉県）              |
| 2014年11月30日       | THE IDOLM@STER CINDERELLA GIRLS 2ndLIVE PARTY M@GIC!!                                           | 国立代々木第一体育館（東京都）              |
| 2015年1月24日        | リスアニ! LIVE 5 SATURDAY STAGE                                                                 | 日本武道館（東京都）                        |
| 2015年7月19日        | THE IDOLM@STER M@STERS OF IDOL WORLD 2015                                                       | 西武プリンスドーム（埼玉県）                |
| 2015年8月2日         | THE IDOLM@STER CINDERELLA GIRLS SUMMER FESTIV@L 2015 東京公演                                   | 舞浜アンフィシアター（千葉県）              |
| 2015年8月23日        | THE IDOLM@STER CINDERELLA GIRLS SUMMER FESTIV@L 2015 大阪公演                                   | グランキューブ大阪（大阪府）                |
| 2015年8月29日        | Animelo Summer Live 2015 -THE GATE-                                                             | さいたまスーパーアリーナ（埼玉県）          |
| 2015年11月28日・29日 | THE IDOLM@STER CINDERELLA GIRLS 3rdLIVE シンデレラの舞踏会 - Power of Smile -                   | 幕張メッセ国際展示場 9-11番ホール（千葉県） |
| 2016年8月26日        | Animelo Summer Live 2016 刻-TOKI-                                                               | さいたまスーパーアリーナ（埼玉県）          |
| 2016年9月3日・4日    | THE IDOLM@STER CINDERELLA GIRLS 4thLIVE TriCastle Story Starlight Castle                        | 神戸ワールド記念ホール（兵庫県）            |
| 2016年10月16日       | THE IDOLM@STER CINDERELLA GIRLS 4thLIVE TriCastle 346 Castle                                    | さいたまスーパーアリーナ（埼玉県）          |
| 2017年6月24日・25日  | THE IDOLM@STER CINDERELLA GIRLS 5thLIVE TOUR Serendipity Parade!!! 静岡公演                     | エコパアリーナ（静岡県）                    |
| 2017年7月29日・30日  | THE IDOLM@STER CINDERELLA GIRLS 5thLIVE TOUR Serendipity Parade!!! 福岡公演                     | 西日本総合展示場 新館（福岡県）             |
| 2017年8月12日        | THE IDOLM@STER CINDERELLA GIRLS 5thLIVE TOUR Serendipity Parade!!! さいたまスーパーアリーナ公演 | さいたまスーパーアリーナ（埼玉県）          |
| 2018年4月7日・8日    | THE IDOLM@STER CINDERELLA GIRLS Initial Mess@ge                                                 | 台北国際会議中心（台湾 台北市）             |
| 2018年11月10日       | THE IDOLM@STER CINDERELLA GIRLS 6thLIVE MERRY-GO-ROUNDOME!!!                                    | メットライフドーム（埼玉県）                |
| 2019年10月20日       | バンダイナムコエンターテインメントフェスティバル                                                | 東京ドーム（東京都）                        |
| 2020年2月15日・16日  | THE IDOLM@STER CINDERELLA GIRLS 7thLIVE TOUR Special 3chord♪ Glowing Rock!                      | 京セラドーム大阪（大阪府）                  |
| 2021年1月10日        | THE IDOLM@STER CINDERELLA GIRLS Broadcast & LIVE Happy New Yell!!!                              | 幕張メッセ国際展示場 1-3番ホール（千葉県）  |
| 2022年11月26日       | THE IDOLM@STER CINDERELLA GIRLS Twinkle LIVE Constellation Gradation                            | ベルーナドーム（埼玉県）                    |
| 2023年2月18日・19日  | デリシャスパーティ♡プリキュア 感謝祭                                                            | 中野サンプラザホール（東京都）              |
| 2023年6月10日・11日  | THE IDOLM@STER CINDERELLA GIRLS 燿城夜祭 -かがやきよまつり-                                     | 大阪城ホール（大阪府）                      |
| 2025年10月18日       | キミとアイドルプリキュア♪LIVE2025 You&I=We're IDOL PRECURE                                      | パシフィコ横浜国立大ホール（神奈川県）      |